# Váchartyán
Váchartyán is een plaats (község) en gemeente in het Hongaarse comitaat Pest. Váchartyán telt 1758 inwoners (2001).